# 문성왕
문성왕(文聖王, 821년 ~ 857년, 재위:839년 ~ 857년)은 신라의 제46대 왕이다. 성은 김(金)이고 이름은 경응(慶膺)이다.

## 생애
아버지는 신무왕 김우징(金祐徵)이고, 어머니는 진종부인(眞從夫人) 김씨(金氏)는 해간 ▨명(▨明)의 딸이다. 혹은 정계부인(貞繼夫人) 또는 정종태후(定宗太后)라고도 한다. 신무왕 원년(839년) 기미년에 태자에 책봉되고, 같은 해 즉위하였다. 재위는 19년이며, 능은 공작지에 있다. 첫째 부인은 소명왕후(昭明王后)라 한다. 둘째 부인은 흔명부인(昕明夫人) 박씨로, 이찬 위흔(魏昕)의 딸이다.
839년 7월에 즉위 하면서, 8월에는 대사의 직을 수행하는 동시에 선대의 신무왕에게의 협력의 공이 컸던 장보고에게 장군의 관직을 하사했다. 845년 3월에는, 신무왕이 장보고와 약속되어 있던 장보고의 딸을 차비로서 맞아들이려고 했지만, 중앙 귀족이 아닌 장보고의 세력이 성장하는 것을 싫어하는 중신들의 반대로 인해 혼인이 중지되었다. 이것에 원한을 품은 장보고는 846년에 청해진(전라남도 완도군)에서 반란을 일으켜, 왕은 염장(閻長)을 보내 장보고를 암살한다.
신무왕과 함께 문성왕 자신은 왕의 위엄의 회복과 지방 세력과의 결합을 도모해 왕권의 안정화를 완수하려고 했고, 왕도 금성(경주시)에 한정된 골품제에는 중앙 귀족들은 자신들의 권위는 확립하고 있어, 지방 통제를 반성하는 일 없이 권력 투쟁을 반복하고 있었던 것으로 보인다.
841년에는 일길찬 홍필(弘弼)이 반란을 일으키려고 했지만 계획이 사전에 발각되었기 때문에 피하여 잡지 못했다. 또, 847년 5월에는 이찬 김양순(金良順)과 파진찬 흥종(興宗)이 반란을 일으켰다. 849년 9월에도 이찬 김식(金式)과 대흔(大昕)이 반란을 일으켰지만 토벌하여 죽였다.
840년에는 당의 문종이 홍여사에 머물고 있던 신라의 인질, 학생 아울러 105명의 귀국을 허락했다. 또 841년 7월에는 무종이 먼저 입당하고 있던 신라 관료 김운경(金雲卿)을 치주장사(淄州長史)에 임명해 신라에 귀국시켰다. 이러한 일은 「구당서와 신당서의」 신라전이나 「당회요」 신라전에 기사가 있고, 「삼국사기」 신라본기에느 김운경을 사자로 보내 당의 무종이 문성왕을 ＜개부의동삼사·검교태위·사시절대도독·계림주제군사·겸지절충영해군사·상주국·신라왕＞에게 책봉 하였고, 아울러 왕비 박씨를 책봉했다고 적고 있다.
847년 8월 아들을 태자로 책봉했지만 852년 11월 사망하자, 857년 9월에 병으로 쓰러져 숙부 헌안왕 김의정에게 왕위를 넘긴다는 유언을 말하고 7일 후에 사망했다.

## 가계도
- 부왕 : 신무왕(神武王, ? ~ 839, 재위:839~839)
- 모후 : 정계부인(貞繼夫人) 또는 정종태후(定宗太后)
  - 왕비 : 소명왕후(炤明王后) 박씨(朴氏) - 박위흔의 딸
    - 양자 : 헌안왕(憲安王, ? ~ 861, 재위:857~861)

  - 왕비 : 흔명부인(昕明夫人) - 이찬(伊飡) 위흔(魏昕)의 딸
    - 아들 : 김안(金安)
      - 손자:  김민공(金敏恭), 각간(角干)
        - 증손자 : 김인경(金仁慶) - 벼슬이 각간(角干) 또는 제3재상(宰相)

## 문성왕이 등장하는 작품
- 《해신》(KBS, 2004년~2005년, 배우:치우)

## 같이 보기
- 경주 문성왕릉 - 대한민국 사적 제518호
- 발해
  - 대이진 (830년 ~ 857년)

| 전 대 신무왕 | 제46대 신라 국왕 839년 - 857년 | 후 대 헌안왕 |

1. ↑  http://www.xn--hc0bmw924b.com/bbs/board.php?bo_table=kwangsan43&wr_id=299&sst=wr_hit&sod=asc&sop=and&page=20&device=pc
2. ↑  http://www.xn--hc0bmw924b.com/bbs/board.php?bo_table=kwangsan43&wr_id=299&sst=wr_hit&sod=asc&sop=and&page=20&device=pc